# Івежиці
Івежице (пол. Iwierzyce) — село в Польщі, у гміні Івежиці Ропчицько-Сендзішовського повіту Підкарпатського воєводства.
Населення — 1048 осіб (2011).
У 1975-1998 роках село належало до Ряшівського воєводства.

## Демографія
Демографічна структура станом на 31 березня 2011 року:
|          | Загалом | Допрацездатний вік | Працездатний вік | Постпрацездатний вік |
| -------- | ------- | ------------------ | ---------------- | -------------------- |
| Чоловіки | 503     | 116                | 345              | 42                   |
| Жінки    | 545     | 131                | 307              | 107                  |
| Разом    | 1048    | 247                | 652              | 149                  |